# Maurice Girardot
Maurice Joseph Girardot (Parigi, 22 dicembre 1921 – La Verrière, 8 febbraio 2020) è stato un cestista francese.

## Carriera
Con la Francia ha disputato i Giochi olimpici di Londra 1948 e due edizioni dei Campionati europei (1946, 1947).

## Palmarès
- Campionato francese: 1

Championnet: 1944-45